# A-Plus
A-Plus, pseudonimo di Adam Carter (Denver, 10 maggio 1974), è un rapper e beatmaker statunitense.
Si tratta di uno dei quattro membri fondatori del gruppo rap di Oakland (California) specializzato in  underground hip hop, Souls of Mischief, assieme alla band dei Soul of Mischief fa parte del collettivo musicale Hieroglyphics.

## Discografia

### Con Souls of Mischief
- 1993 – 93 'til Infinity
- 1995 – No Man's Land
- 1999 – Focus
- 2000 – Trilogy: Conflict, Climax, Resolution

### Solista
- 2007 – My Last Good Deed (2007)